# Kom werken bij Libertatus
Kom werken bij Libertatus is een hoorspel van Dick Dreux. De VARA zond het uit op woensdag 25 september 1963 (met een herhaling op 16 november 1974). De regisseur was Jan C. Hubert, die ook de muziek componeerde. Die werd uitgevoerd door Harry Bannink (piano), Harry Mooten (accordeon), Tom Disseveld (bas) en Peter Nieuwerf (gitaar). Het hoorspel duurde 63 minuten.

## Rolbezetting
- Alex Faassen jr. (Japie)
- Nel Snel (Japies moeder)
- Dries Krijn (ome Sjoerd)
- Elly den Haring (juffrouw Gochelei)
- Jan Borkus (de socioloog)
- Rien van Noppen (de psycholoog)
- Donald de Marcas (de dokter
- Tonny Foletta (Wawelbeek)
- Gerard Doting (de portier)
- Jan Verkoren (de nieuwslezer)
- Els Buitendijk, Trudy Libosan, Nora Boerman, Irene Poorter & Joke Hagelen (bijstand in de samenzang)

## Inhoud
Japie komt aan de lopende band werken bij Libertatus, een groot bedrijf van nutteloze welvaartsproducten dat gebrek aan arbeidskrachten dreigt te krijgen en arbeiders lokt, maar ze daarna slecht behandelt. Japie gaat helemaal onderuit en wordt gewoon afgedankt als buitenlandse werkkrachten worden aangenomen. Van solidariteit onder de afgestompte werknemers is helemaal geen sprake…